# Surada
Surada és una ciutat i àrea notificada del districte de Ganjam a Orissa. Està situada a 19° 45′ N, 84° 26′ E / 19.75°N,84.43°E i la població al cens del 2001 consta amb 14.647 habitants.

## Història
Fou capital d'un tahsil que estava format quasi únicament pel zamindari de Bodogodo, amb una superfície de 513 km² i una població de 23.230 habitants en 198 pobles (1901).